# Max Riemelt
Max Riemelt (* 7. ledna 1984 východní Berlín, Německo) je německý filmový herec. V současnosti stále žije v Berlíně a je otcem dcery.
Lukas Riemelt (* 1995) je jeho mladší bratr, který se rovněž pokouší o herectví.

## Život
První herecké zkušenosti získal v divadelním kroužku na základní škole. Studium na střední škole přerušil, nezískal tak maturitu. V herectví je samouk. Nevystudoval ani žádnou hereckou školu a přesto patří k první lize současných německých herců. Mnohé filmové národní a mezinárodní ceny potvrzují, že patří k těm nejzajímavějším představitelům charakterních rolí. Do roku 2015 vytvořil přes 60 televizních a filmových rolí.
Televizní debut měl Max Riemelt v roce 1997 ve vedlejší roli dvoudílného televizního filmu Eine Familie zum Küssen (Rodina k zulíbání).
Širokou veřejnost si však získal v roce 1998 hlavní rolí třináctidílného seriálu německé televize ZDF a režiséra Matthiase Steurerse Zwei Allein. Teprve šestnáctiletý Max Riemelt byl v roce 2000 obsazen dnes už zesnulou režisérkou českého původu Danou Vávrovou do filmu Hurá na medvěda (Der Bär Ist Lost). Role televizních produkcí vystřídaly v dalších letech první velké filmové role, například ve filmech Holky to chtěj taky «1» (2001) a Holky to chtěj taky «2» (2004) režiséra Dennise Gansela. Následovaly četné hlavní role v epizodách populárních německých seriálů jako Kobra 11 (2002) nebo Wolfův revír (2003).
Avšak definitivním průlomem v jeho filmové kariéře byla v roce 2004 role Friedricha Weimera ve filmu režiséra Dennise Gansela Napola – Hitlerova elita. Jeho herecký výkon ve filmu Napola byl oceněn na 39. ročníku Mezinárodního filmového festivalu v Karlových Varech cenou publika. European Film Promotion udělil Maxi Riemeltovi v roce 2005 na Berlinale německou cenu Shooting Star a v témže roce obdržel na filmovém festivalu v Hamptonu ve Spojených státech amerických cenu Rising Star Award.
V průběhu další Riemeltovy kariéry pak byli před kamerou jeho partnery již proslulí němečtí herci jako například Moritz Bleibtreu, Uwe Ochsenknecht nebo Jürgen Vogel. Mnoho předních režisérů pak tohoto Berlíňana podporovalo v jeho uměleckém vývoji. S režisérem Dominikem Grafem natočil hlavní roli v milostném dramatu Rudý kakadu (2006) - za tuto roli obdržel Bavorskou filmovou cenu nejlepší dorostenecký talent.
V roce 2008 natočil režisér Dennis Gansel film Die Welle (Náš vůdce), na který přišlo celkem 2,6 milionů diváků, snímek se tak stal druhým nejúspěšnějším německým filmem roku - Max Riemelt hrál hlavní roli Marka.
K dalším jeho úspěšným produkcím se řadí filmy 13. semestr nebo kriminální drama Tváří v tvář zločinu (Im Angesicht des Verbrechens), za který byl oceněn televizní cenou. V poslední době oslnil v milostném dramatu režiséra Stephana Lacanta Freier Fall (Volný pád), který je filmovou kritikou i diváky často srovnáván s podobně silným příběhem americké Zkrocené hory.
V roce 2015 vytvořil hlavní roli v dramatu Amnesia', kde stál po boku Marty Kellerové a jednu z hlavních osmi rolí v seriálu americké produkce Netflix Sense8. V prosinci 2016 byl odvysílán vánoční dvouhodinový speciál Sense8, v květnu 2017 seriál pokračoval druhou desetidílnou řadou a zakončen byl dvouhodinovým speciálem v červnu 2018. Na prestižním filmovém festivalu Sundance Film Festival v americkém Utahu byla v lednu 2017 premiéra nejnovějšího celovečerního filmu Berlin Syndrome s Teresou Palmerovou a Maxem Riemeltem v hlavních rolích.
Německo-kubánský film Ernesto's Island (Matthias) byl realizován v letech 2018-2021, redakčně byl schválen, nadále je však aktualizován, dosud nebyl uveden. V Berlíně byl v roce 2019 uveden TV film podle kriminálního románu Elisabeth Herrmannové Der Schneegänger s Riemeltem v hlavní roli kriminalisty Lutze Gehringa. Postprodukční práce stále probíhají na sci-fi thrilleru německé produkce Golem, rovněž s Riemeltem v hlavní roli.
V letech 2020 a 2021 Riemelt pokračoval ve spolupráci se sourozenci Wachowskými (Sense8) v jedné z hlavních rolí ve sci-fi filmu The Matrix Resurrections.
V roce 2022 spolupracoval už po třetí s režisérem Stephanem Lacantem (Freier Fall, Tatort: Die Zeit ist gekommen).
Stephan Lacant režíroval první tři epizody první série seriálu Sleeping Dogs na Netflixu a režisér Francis Meletzky režíroval poslední tři epizody. Max Riemelt ztvárnil hlavní roli bývalého policisty (Mike Atlas). První série byla celosvětově vydána streamovací službou Netflix 22. června 2023.

## Filmografie
- 1997: Eine Familie zum Küssen - role: Max
- 1997: Praxis Bülowbogen
- 1998: Zwei allein - role: Max Loser
- 1999: Ein Weihnachtsmärchen – Wenn alle Herzen schmelzen - role: Lukas
- 1999: Der Bär ist los - role: Tom
- 2000: Brennendes Schweigen - role: Schappi
- 2001: Holky to chtěj taky 1 - role: Flin
- 2001: Mein Vater und andere Betrüger - role: Robertino
- 2002: Alphateam – Die Lebensretter im OP – Respekt - role: Timo
- 2002: Sextasy - role: Freund
- 2002: Balko – Giftzwerge - role: Ingo Grabowski
- 2003: Die Sonne anschreien
- 2003: Appassionata
- 2003: Wolffův revír - role: Harald Bernhard
- 2003: Cobra 11 - role: Marcel Freese
- 2003: In aller Freundschaft – Ich liebe dich, Mama - role: Mirco Venske
- 2003: Lottoschein ins Glück - role: Björn Michels
- 2003: Balko (TV seriál) - role: Ingo Grabowski
- 2004: Neuland (krátký film) - role: Kolja
- 2004: Holky to chtěj taky 2 - role: Flin
- 2004: Napola - Hitlerova elita - role: Friedrich Weimer
- 2005: Feinde (krátký film) - role: německý voják
- 2005: Hallesche Kometen - role: Ingo
- 2005: Nachtasyl - role: Aljoša
- 2006: Die Zigarrenkiste - role: Tjark Evers
- 2006: Der Untergang der Pamir - role: Carl-Friedrich von Krempin
- 2006: Der Rote Kakadu - role: Siggi
- 2006: Der Kriminalist – Gefallene Engel - role: Michael Büssig
- 2007: GG 19 – Deutschland in 19 Artikeln – Stehplatz - role: Edgar
- 2007: Mörderischer Frieden - role: Charly
- 2007: An die Grenze - role: Gefreiter Kerner
- 2008: Die Zigarrenkiste (krátký film) - role: Tjark Evers
- 2008: Die Schattenboxer (krátký film) - role: Boxer
- 2008: Lauf um Dein Leben – Vom Junkie zum Ironman - role: Andreas Niedrig
- 2008: Up! Up! To the Sky - role: Arnold
- 2008: Die Welle (Náš vůdce)  - role: Marco
- 2008: Tausend Ozeane - role: Meikel
- 2009: 13 Semester - role: Momo
- 2010: Im Angesicht des Verbrechens (TV seriál) - role: Marek Gorsky
- 2010: Wir sind die Nacht - role: Tom
- 2011: Der Staatsanwalt – Kameradenschwein (TV seriál) - role: Markus Pohl
- 2011: Schandmal – Der Tote im Berg - role: Thomas Hafner
- 2011: Tage, die bleiben - role: Lars
- 2011: Urban Explorer - role: Kris
- 2011: PlayOff - role: Thomas
- 2012: Die vierte Macht - role: Dima
- 2012: Du hast es versprochen - role: Marcus
- 2012: Heiter bis wolkig - role: Tim
- 2012: Auslandseinsatz - role: Daniel Gerber
- 2012: Der deutsche Freund - role: Friedrich Burg
- 2013: Freier Fall - role: Kay Engel
- 2013: Der letzte Bulle (TV seriál) - role: Dennis Paschmann
- 2013: Blutgeld - role: Ralf Seifert
- 2014: Der zweite Mann - role: Adrian Davids
- 2014: Elly Beinhorn – Alleinflug - role: Bernd Rosemeyer
- 2014: Auf das Leben! - role: Jonas
- 2014: Warschau '44 - role: Johann Krauss
- 2015: Lichtgestalten - role: Steffen
- 2015: Freistatt - role: bratr Krapp
- 2015: Amnesia - role: Jo Gellert dit DJ Gello
- 2015: Storno - Todsicher versichert - role: Rupert Halmer
- 2015: Sense8 - role: Wolfgang Bogdanow [2015 - 2018]
- 2017: Berlin Syndrome - role: Andi
- 2019: Die Freundin meiner Mutter (TV film) - role: Jan
- 2019: Kopfplatzen - role: Marcus
- 2019: Der Schneegänger (TV film) - role: Lutz Gehring
- 2019: World on Fire (TV seriál) - role: Schmidt
- 2020: Tatort: Die Zeit ist gekommen - role: Louis Bürger
- 2020: Tajemství mořské hlubiny - role: Oliver
- 2021: The Matrix Resurrections - role: Sheperd
- 2021: Ivie wie Ivie (TV film) - role: Paul
- 2022: Alle reden übers Wetter - role: Marcel
- 2022: Bonn - Alte Freunde, neue Feinde (TV mini seriál) - role: Wolfgang Berns
- 2022: Ein Taxi zur Bescherung (TV film) - role: Jan Olsmer, nevidomý IT specialista
- 2022: Ernesto’s Island - roleː Matthias
- 2023: Schlafende Hunde (Netflix serial) - role: Mike Atlas
- 2024: Zwei zu eins - role: Robert
- 2025: Es geht um Luis - role: Jens
- 2025: Le assaggiatrici (Die Vorkosterinnen) - role: Albert Ziegler

## Ocenění
- 2004: nejlepší mužský herecký výkon ve filmu Napola - Hitlerova elita - 39. MFF Karlovy Vary
- 2005: německá cena evropského filmu European Shooting Stars
- 2006: bavorská filmová cena za rok 2005 - nejlepší mužský dorostenecký herecký výkon ve filmu Rudý Kakadu
- 2006: Sixth Marrakesh International Filmfestival: cena za nejlepší mužský herecký výkon
- 2008: Undine Award cena za nejlepší mladý herecký výkon ve filmu Die Welle (Náš vůdce)
- 2010: německá televizní cena v kategorii Besondere Leistung Fiktion
- 2011: filmová cena Grimme-Preis za film Im Angesicht des Verbrechens (Tváří v tvář zločinu)
- 2013: filmová cena Güntera Rohrbacha (zvláštní cena primátora města Neunkirchen) za roli Kaye Engela ve filmu Volný pád (Freier Fall) spolu se svým hereckým partnerem Hanno Kofflerem
- 2017: francouzský řád Rytíř umění a literatury (Chevalier des Artes et des Lettres) za významnou zásluhu při šíření umění a literatury ve Francii a ve světě
- 2019: filmová cena Stadt Hof za vynikající herecké výkony
- 2021: filmová cena Jupiter-Award - nejlepší německý herec za film Kopfplatzen
- 2021: herecká cena filmového festivalu Lünen (Nordrhein-Westfalen) za film Kopfplatzen